# La Calera (La Gomera)
Ne doit pas être confondu avec La Calera.
La Calera est un village de l'île de la Gomera dans l'archipel des îles Canaries. Il fait partie de la commune de Valle Gran Rey.

## Situation et description
Situé à l'ouest de La Gomera, le village se situe principalement sur versant nord du Barranco de Valle Gran Rey en étageant ses habitations au pied de la montagne de La Merica. Depuis le village, un sentier de grande randonnée gravit cette montagne après 68 virages en épingle à cheveux.
La Calera est le siège administratif de la commune de Valle Gran Rey.
La partie basse du village est longée par la route nationale GM-1 qui relie le village à San Sebastián de la Gomera en passant par le Parc national de Garajonay.
La localité se trouve à moins de 500 m de l'océan (quartiers de La Puntilla et de La Playa).

## Loisirs
La Calera est le départ de randonnées à travers la montagne avoisinante.

### Articles connexes

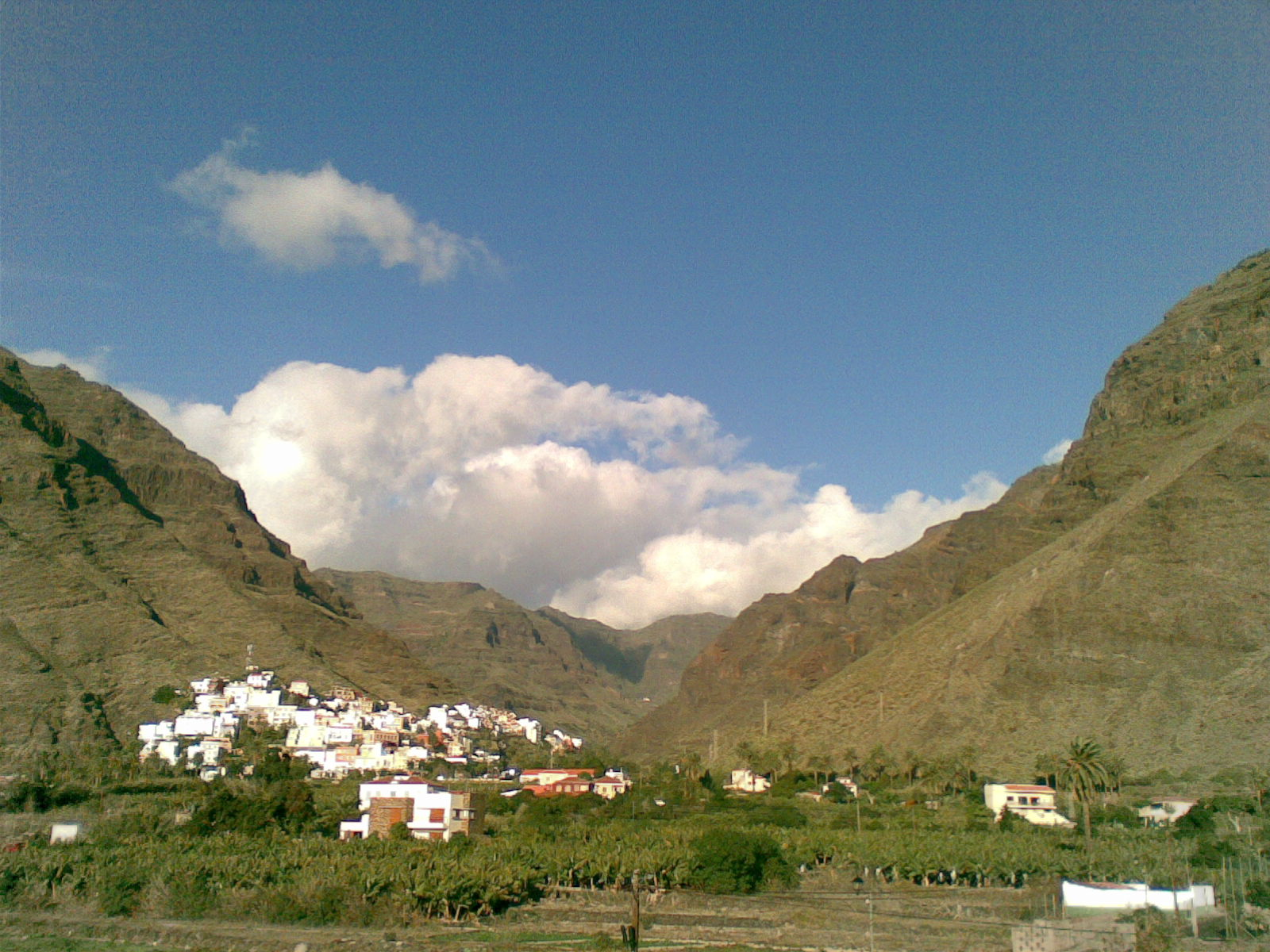
La Calera